# Parachernes withi
Espèce
Parachernes withi est une espèce de pseudoscorpions de la famille des Chernetidae.

## Distribution
Cette espèce est endémique de l'État de Rio de Janeiro au Brésil. Elle se rencontre vers Rio de Janeiro.

## Étymologie
Cette espèce est nommée en l'honneur de Carl Johannes With.

## Publication originale
- Beier, 1967 : Zwei neue Chernetiden (Pseudoscorp.) von Argentinien. Annalen des Naturhistorischen Museums in Wien, vol. 70, p. 95-98 (texte intégral).